# Droga wojewódzka nr 588
Droga wojewódzka nr 588 (DW588) – droga wojewódzka w północnej Polsce, w województwie pomorskim. Jej długość wynosi 9,8 km. Droga ta zaczyna się w Opaleniu, koło kościoła, a prowadzi do Marezy k. Kwidzyna, przez ślad po dawnym moście drogowo-kolejowym.